# Institut Walter et Eliza Hall
Pour les articles homonymes, voir Hall.
L'Institut Walter et Eliza Hall (Walter and Eliza Hall Institute, WEHI, anciennement Walter and Eliza Hall Institute of Medical Research), est le plus ancien institut de recherche médicale d'Australie. Sir Frank Macfarlane Burnet, qui a remporté le prix Nobel en 1960 pour ses travaux en immunologie, a été directeur de 1944 à 1965. En 2015, l'institut a accueilli plus de 750 chercheurs qui travaillent à comprendre, prévenir et traiter des maladies telles que les cancers du sang (en), du sein et de l'ovaire ; les maladies inflammatoires (auto-immunité (en)) telles que la polyarthrite rhumatoïde, le diabète de type 1 et la maladie cœliaque ; et les maladies infectieuses telles que le paludisme, le VIH et les hépatites B et C .
Situé à Parkville, à Melbourne, il est étroitement associé à l'Université de Melbourne et au Royal Melbourne Hospital (en). L'institut dispose également d'un campus à l'Université de La Trobe. Le directeur de WEHI, depuis juillet 2009, est le professeur Doug Hilton (en), biologiste moléculaire.

## Histoire

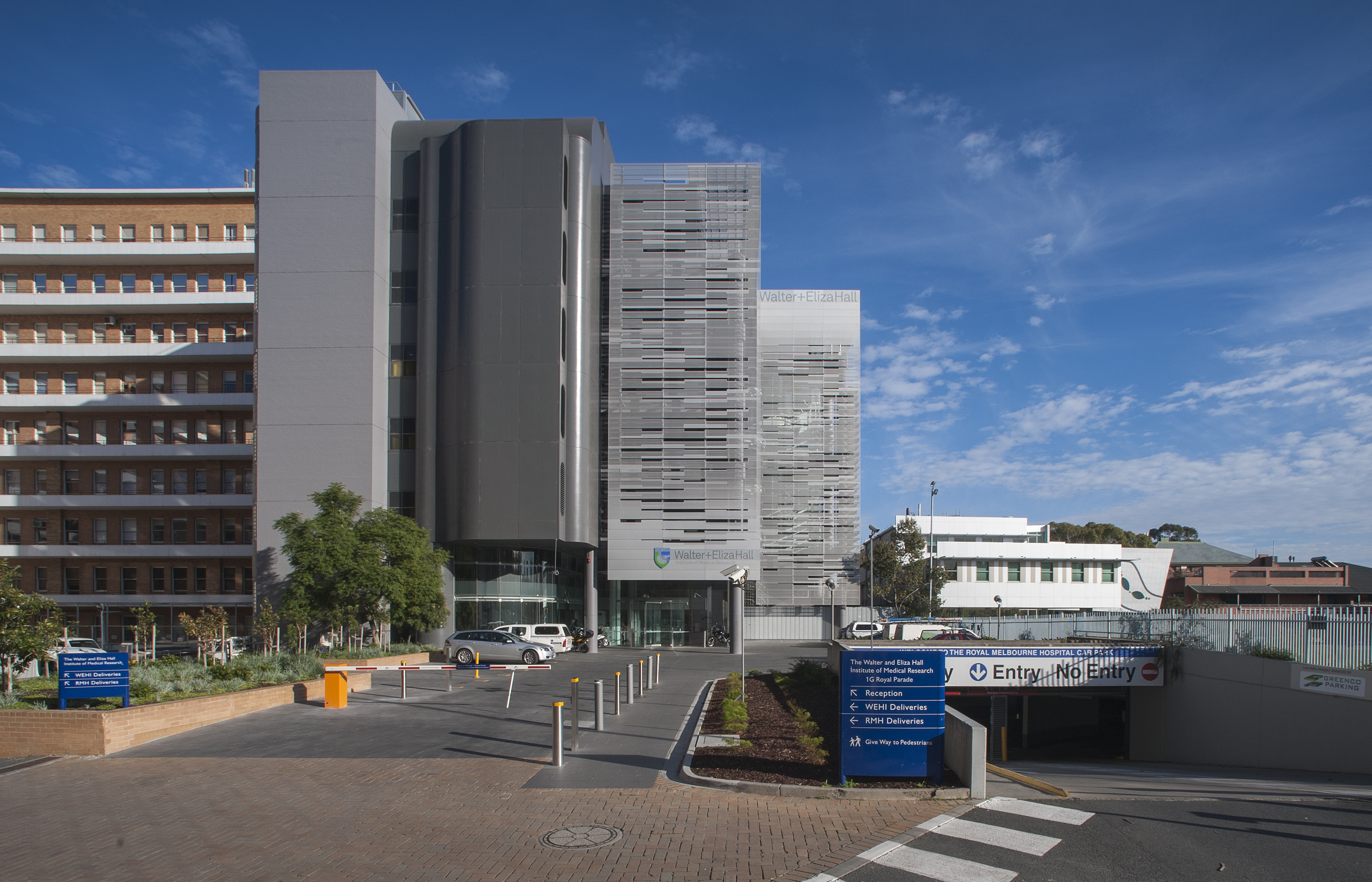
Façade du Walter et Eliza Hall Institute en 2013.

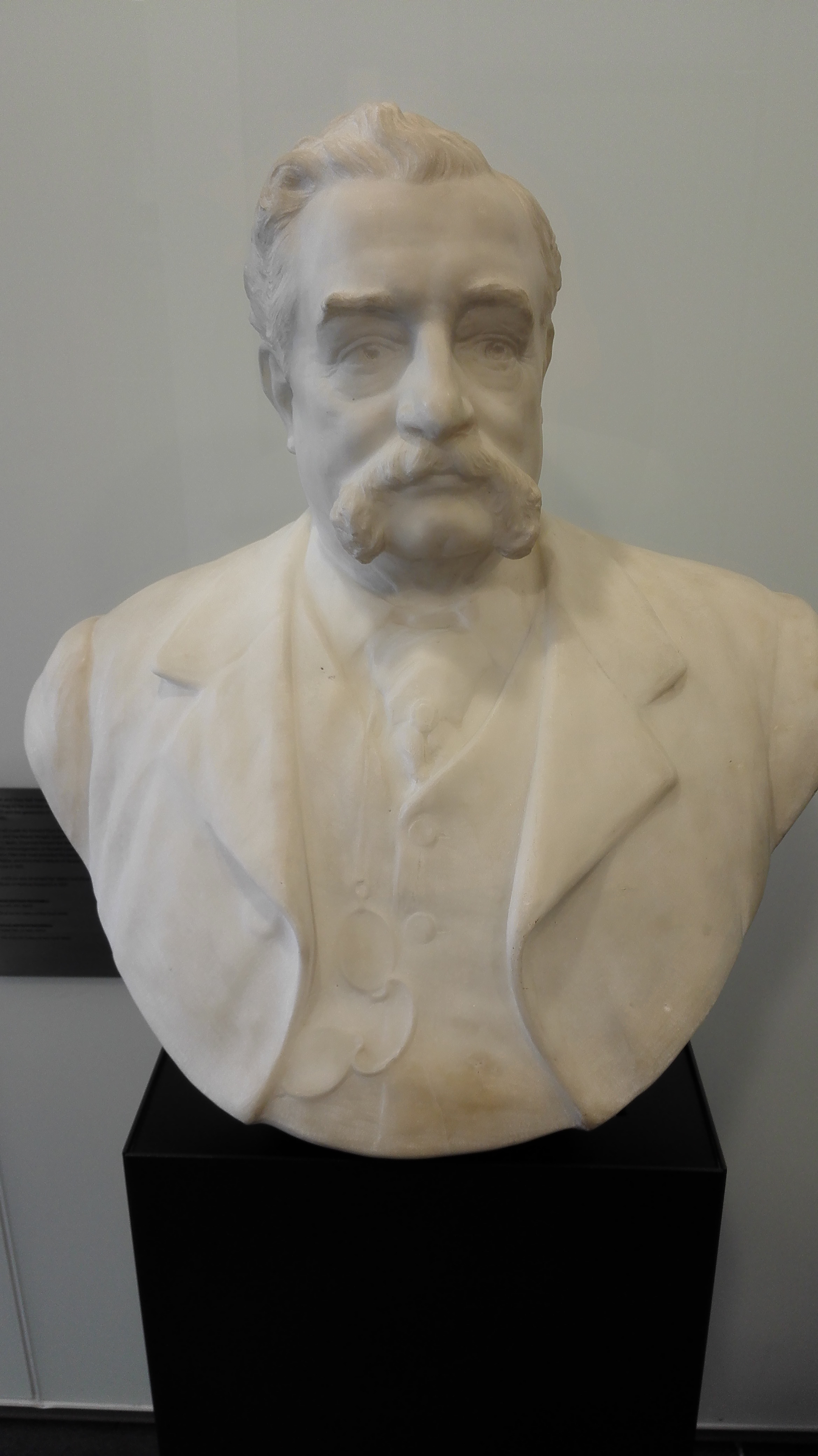
Buste en marbre de Walter Russell Hall.

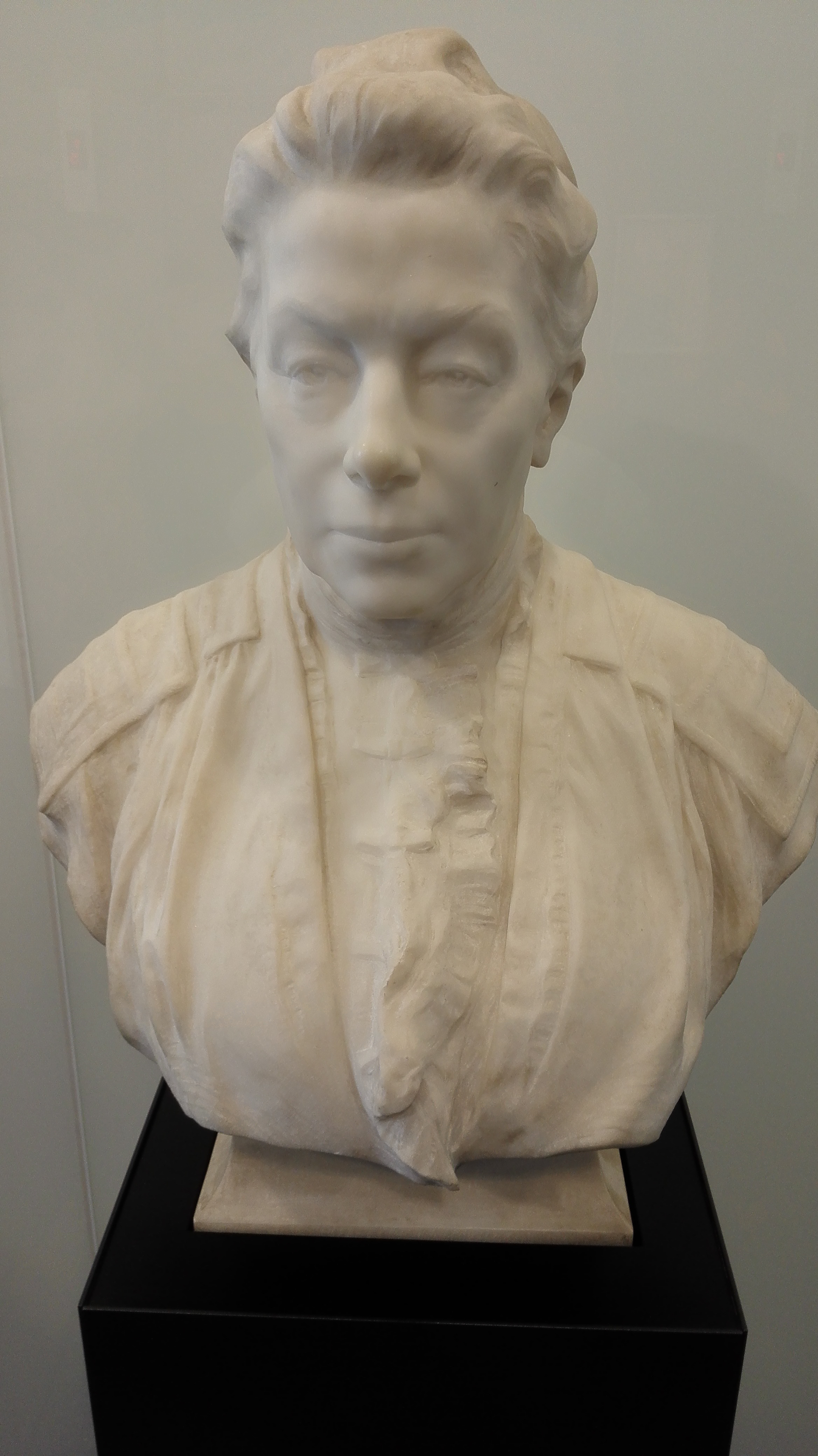
Buste en marbre d'Eliza Rowden Hall.

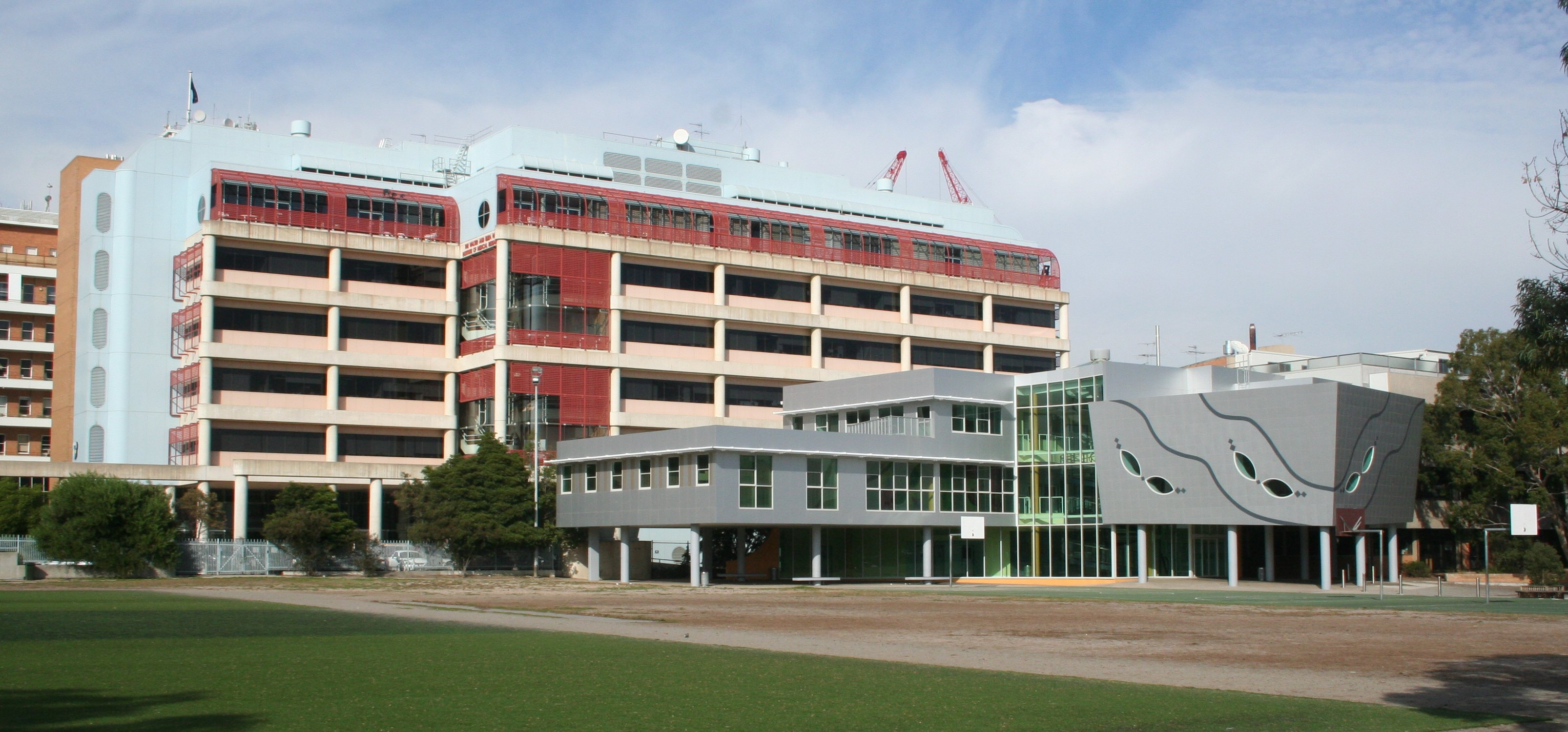
Le bâtiment de l'Institut Walter et Eliza Hall avant la rénovation et l'agrandissement en 2012. Le Centre d'accès à la technologie génétique est au premier plan.

L'institut a été fondé en 1915 grâce aux fonds d'une fiducie établie par Eliza Hall (en) à la suite du décès de son mari Walter Russell Hall (en). L'institut doit son origine à l'inspiration de Harry Brookes Allen (en), qui a encouragé l'utilisation d'une petite partie de la fiducie caritative pour fonder un institut de recherche médicale. La vision était celle d'un institut qui « sera le berceau de découvertes rendant un service inestimable à l'humanité dans la prévention et l'élimination des maladies et l'atténuation de la souffrance ».
En avril 1915, le nouvel hôpital de Melbourne accepta d'héberger le Walter and Eliza Hall Institute of Research in Pathology and Medicine, comme on l'appelait alors. Quelques semaines plus tard, le directeur désigné du nouvel institut, Gordon Mathison (en), a subi des blessures mortelles lors de la bataille ANZAC de Gallipoli. Les sols réservés à l'institut dans l'enceinte de l'ancien hôpital de Melbourne ont été cédés aux Commonwealth Serum Laboratories en 1918 jusqu'à ce qu'un nouveau directeur puisse être trouvé à la cessation des hostilités.
Sydney Patterson a été nommé premier directeur et a pris ses fonctions en 1919. Patterson démissionna et retourna en Angleterre en 1923. Il a été suivi par Charles Kellaway pendant les années critiques 1923-44. Kellaway a formalisé les filières de recherche, soutenu les aspirants chercheurs locaux, construit des bénéfices publics et obtenu les premières subventions du Commonwealth pour les recherches de l'institut. Il a également supervisé les plans et la construction du premier bâtiment de l'institut séparé adjacent au nouvel hôpital royal de Melbourne (en), qui a ouvert ses portes en 1942. Sous la direction de Kellaway, l'institut a obtenu une reconnaissance internationale en tant que centre d'excellence en recherche médicale dès le déclenchement de la Seconde Guerre mondiale.
Sir Frank Macfarlane Burnet était le directeur de l'institut entre 1944 et 1965, et il a fait de l'institut une notoriété internationale pour la recherche virologique, en particulier la grippe, puis pour l'immunologie. Telle était la nature de la réalisation de Burnet qu'il a reçu le prix Nobel de médecine en 1960 avec Sir Peter Medawar pour la découverte de la tolérance immunologique.
Sir Gustav Nossal (en) a succédé à Burnet en tant que directeur en 1965, à l'âge de 35 ans. Sous sa direction, l'institut a grandi en taille et en étendue, ses scientifiques faisant d'importantes découvertes dans le contrôle des réponses du système immunitaire, la régulation du cycle cellulaire et le paludisme . Pendant ce temps, le groupe dirigé par le professeur Donald Metcalf a découvert et caractérisé les facteurs de stimulation des colonies (en) (CSF), qui ont bénéficié à plus de 10 millions de patients atteints de cancer dans le monde.
Entre 1996 et 2009, il était dirigé par la professeure Suzanne Cory. Depuis juillet 2009, le professeur Doug Hilton (en) est le directeur du WEHI.
À l'approche de son centenaire en 2015, le Walter and Eliza Hall Institute a subi un réaménagement important de ses bâtiments. Une nouvelle aile ouest a été construite en 2012, doublant presque la taille de l'institut, financée par les gouvernements victorien et australien et The Atlantic Philanthropies (en).
En 2020, l'institut s'est rebaptisé WEHI, plus simple, et a mis à jour sa devise pour Brighter together .

## Recherches
L'institut se concentre uniquement sur la recherche médicale, centrée sur :
- Cancers (tels que leucémie, lymphome, myélome multiple, cancer du sein et cancer de l'ovaire)
- Maladies inflammatoires ou auto-immunes (telles que le diabète de type 1, la maladie cœliaque, la sclérose en plaques et la polyarthrite rhumatoïde )
- Maladies infectieuses (telles que le paludisme, le VIH et les hépatites B et C)

L'institut est organisé en 14 divisions suivantes, :
- ACRF Biologie chimique[11]
- ACRF Cancer et cellules souches[12]
- Bioinformatique[13]
- Cellules sanguines et cancer du sang[14]
- Traduction clinique[15]
- Epigénétique et développement[16]
- Immunologie[17]
- Maladies infectieuses et défense immunitaire[18]
- Inflammation[19]
- Oncologie personnalisée[20]
- Santé et immunité de la population[21]
- Biologie structurale[22]
- Signalisation de l'ubiquitine[23]

L'institut est l'un des cinq centres de recherche à avoir créé le Centre ACRF pour la découverte de cibles thérapeutiques - un premier centre de recherche collaboratif et complet sur le cancer en Australie. Le nouveau consortium est financé par une subvention de 5 millions de dollars attribuée en 2006 par l'Australian Cancer Research Foundation (en). Le prix est en l'honneur de l'homme d'affaires australien Sir Peter Abeles (en) .

## Éducation
L'institut forme le département de biologie médicale de l'Université de Melbourne ; les étudiants diplômés inscrits à l'Université qui entreprennent des recherches à l'institut peuvent obtenir un baccalauréat ès sciences (avec distinction), un baccalauréat en biomédecine (avec distinction) ou un doctorat ; les étudiants en médecine peuvent également étudier en sciences médicales avancées. Les étudiants de premier cycle peuvent également faire partie du Programme d'opportunités de recherche de premier cycle (Undergraduate Research Opportunities Program (en), UROP). Au cours de l'exercice 2005-2006, 17 étudiants ont obtenu un doctorat au WEHI, tandis que 17 ont obtenu un bachelor ès sciences (avec distinction). Depuis juin 2006, l'Institut accueille 60 doctorants.
L'institut fait également partie du Gene Technology Access Centre dirigé par la présidente-directrice générale Jacinta Duncan (en), situé à côté du bâtiment de l'institut de l'University High School (en), qui propose des programmes d'enseignement en biologie moléculaire et cellulaire aux élèves du secondaire de Victoria .

## Prix
- En 2019, David Vaux et Andreas Strasser ont été co-récipiendaires de la médaille Florey pour leurs travaux sur la révélation des liens entre la mort cellulaire et le cancer[27],[28].
- En 2020, David Vaux remporte le Bettison & James Award, présenté par le Festival du film d'Adélaïde[29].